# Escuela Superior de Formación de Maestros «Ismael Montes»
La Escuela Superior de Formación de Maestros «Ismael Montes», es una institución de educación superior pública dependiente del Ministerio de Educación de Bolivia, conocida también con el nombre de la «Normal de Vacas». 
Sus instalaciones se encuentran en la comunidad de Challwamayu, Municipio de Vacas, Provincia Arani, Departamento de Cochabamba.

## Historia

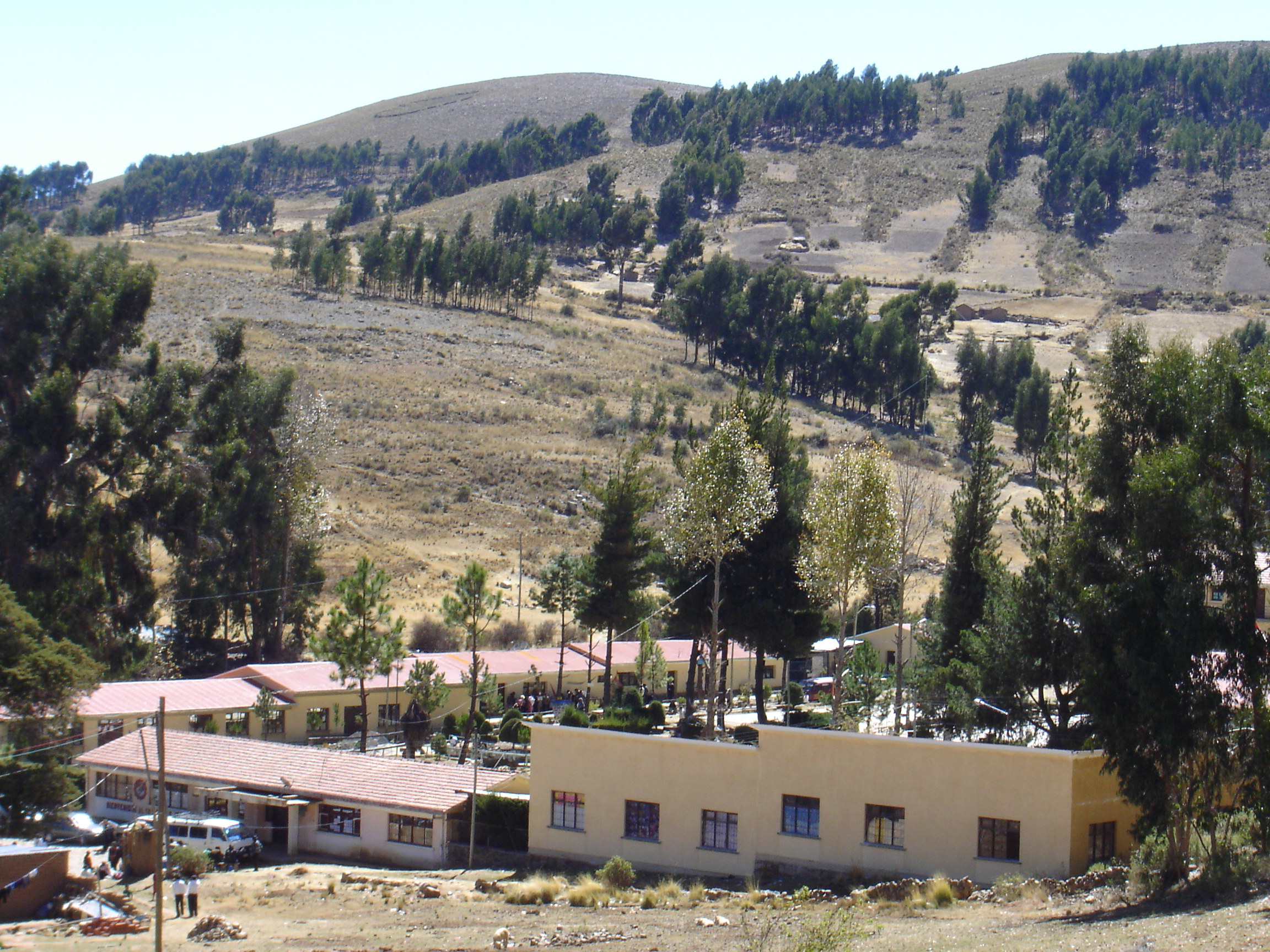
Una vista del frontis de la «Normal de Vacas».

A principios del siglo XX, se proyectó fundar dos escuelas normales en Bolivia para la formación de maestros rurales, según los planes trazados por el pedagogo belga Dr. Georges Roumá, una en la región del altiplano para los aymaras y otra en los valles para los quechuas. La primera se fundó en 1915 en el pueblo de Umala, provincia Aroma, Departamento de La Paz. Al año siguiente, se fundó la segunda «Escuela Normal Rural» de Bolivia, el 18 de febrero de 1916, en la hacienda de Toncoli, municipio de Colomi, Provincia Chapare, Departamento de Cochabamba, bajo la dirección del profesor Angel Cháves Ruíz, primer director de la institución.
Lamentablemente, la Escuela normal rural de Cochabamba tuvo que estar en constante cambio por diferentes lugares del departamento, hasta tener un local propio y definitivo. Es así que, antes de cumplir el primer año de su fundación, se trasladó a la comunidad del Morro, municipio de Sacaba, provincia Chapare, de donde egresaron los primeros maestros. En este lugar permaneció hasta el mes de junio de 1922.

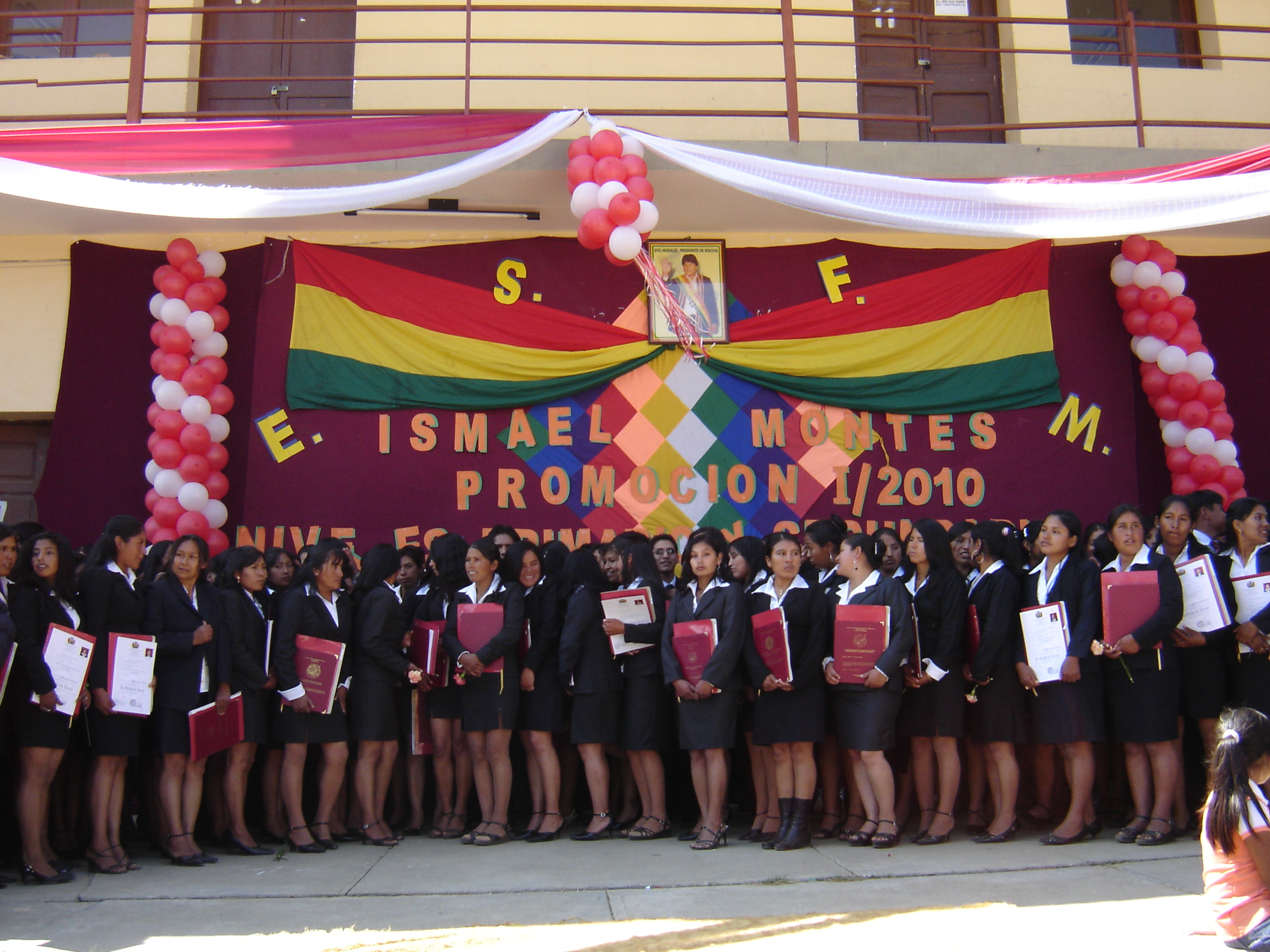
Un grupo de los nuevos egresados de la Normal de Vacas, en el primer semestre de 2010.

Posteriormente, al ser dividida en dos secciones, la sección de las mujeres fue llevada a Tarata y la sección de varones a Laqa Laqa. En 1926 los varones fueron trasladados de nuevo a la población de Vinto, y las mujeres a Quillacollo. A los dos años, en 1928, fue trasladada a la zona de Tiquipaya, y ese mismo año el gobierno de Bolivia decretó la clausura de las escuelas normales por espacio de diez años.
Pasados los diez años, en 1938, el presidente Germán Busch Becerra decretó la reapertura de esta Escuela Normal en Cochabamba, en la zona de Cala Cala.
En 1940, por una resolución del Ministerio de Educación, la Escuela Normal Rural fue nominado con el nombre de «Ismael Montes». Y al año siguiente fue llevada a la población de Punata.

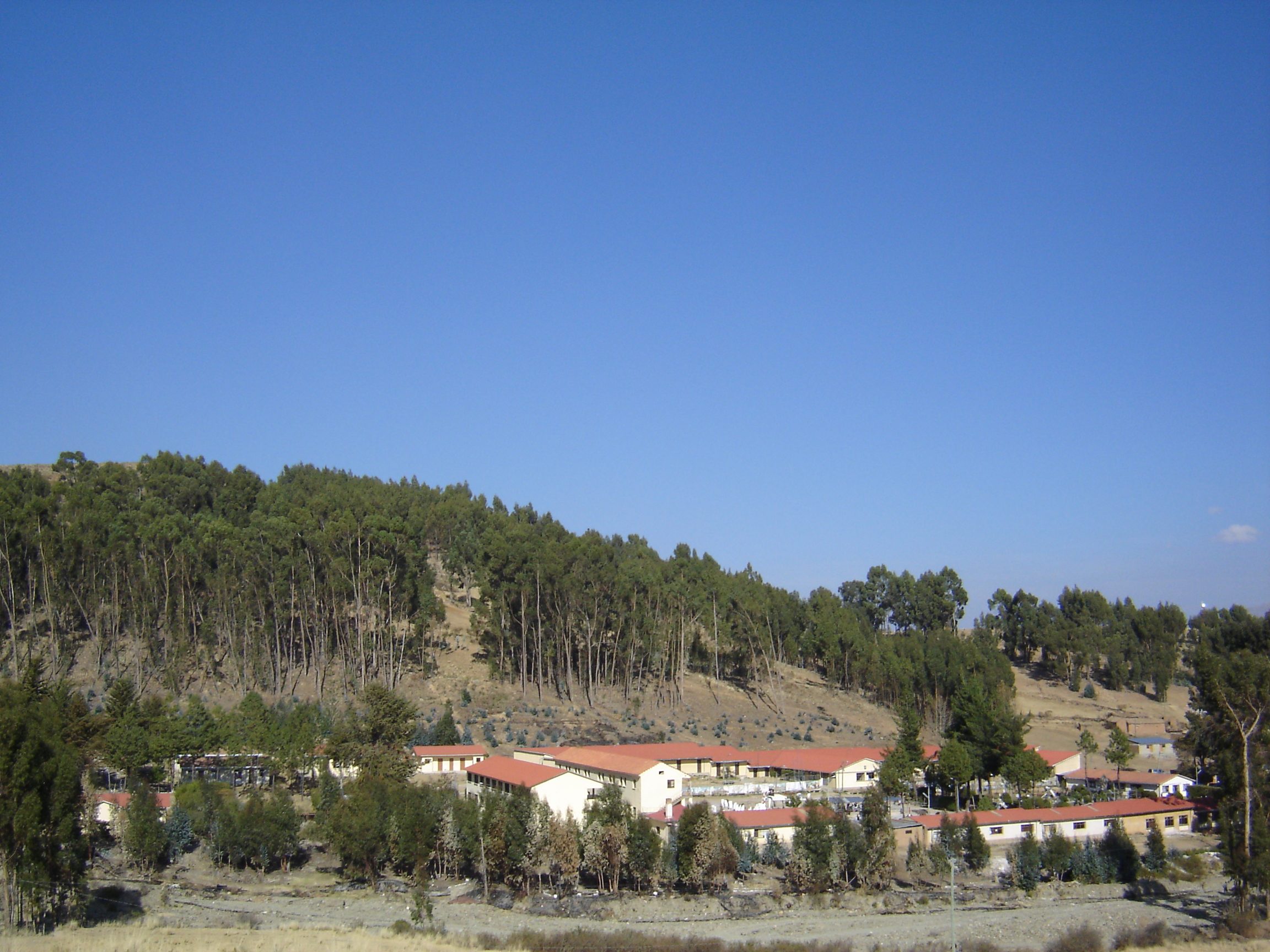
Vista completa de la Escuela Superior de Formación de Maestros «Ismael Montes» desde el lado Oeste.

Finalmente, el año 1946, por las gestiones del profesor Toribio Claure Montaño, inspector general de Educación Rural, fue trasladada definitivamente al local del «Núcleo Indigenal» o «Escuela Indigenal de Vacas», en la comunidad de Challwamayu, ubicada a un km y medio de la población de Vacas. A partir de entonces hasta el presente, la Escuela Normal Rural «Ismael Montes», llamada Escuela Superior de Formación de Maestros «Ismael Montes» desde el 6 de junio de 2009, funciona en el Municipio de Vacas, preparando a los futuros maestros rurales del país. Y por estar en esta región, la Escuela Normal es más conocida con el nombre de la «Normal de Vacas».
En 1991, la Escuela Normal cumplió su aniversario de «bodas de diamante», 75 años de su fundación, por la que recibió el reconocimiento correspondiente del Ministerio de Educación y de otras instituciones.
Hacia fines del año 2007, después de 61 años de permanencia en Vacas, surgieron voces para intentar el traslado de la Normal a la localidad de Arani, por ciertos intereses políticos y económicos, encabezado por algunos estudiantes y padres de familia, y apoyados por las autoridades de Arani, con el pretexto de que sus instalaciones eran inadecuadas. Sin embargo, estos intentos no surtieron efecto por la posición firme de las autoridades y pobladores del Municipio de Vacas. Más bien, como resultado positivo, se logró que el Gobierno Nacional se comprometa a la refacción y construcción de nuevos ambientes.

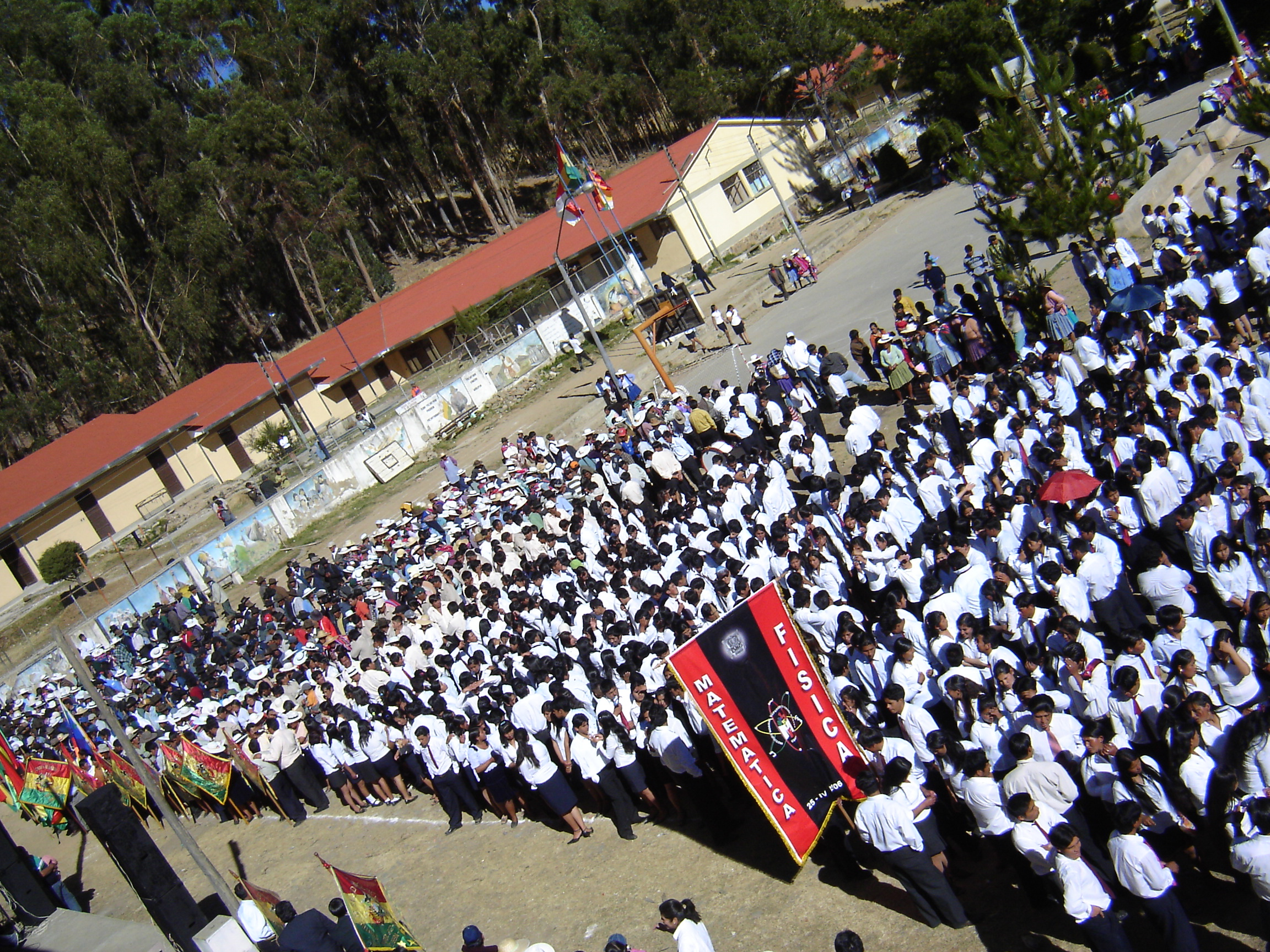
Alumnos de la Normal durante el homenaje al «Día del Campesino», el 2 de agosto de 2009.

## Autoridades y cargos
- Director general
- Director académico
- Director administrativo
- Maestros o profesores
- Administrativos

## Admisión
Los requisitos para ingresar al ESFM «Ismael Montes», igual que para cualquiera de las instituciones similares del país, son los siguientes:
- Título de bachiller, o sea haber concluido los estudios del nivel secundario.
- Examen de ingreso. Al iniciar el año, los postulantes rinden el examen en áreas de acuerdo a la especialidad al que postulan. Además, el contenido del examen abarca los conocimientos generales, aspectos sobre la Constitución Política del Estado y la Ley Educativa del país Nº 070 Avelino Siñani-Elizardo Pérez; asimismo, aspectos generales de Bolivia, la Plurinacionalidad y sobre la Asamblea Legislativa Plurinacional de Bolivia.

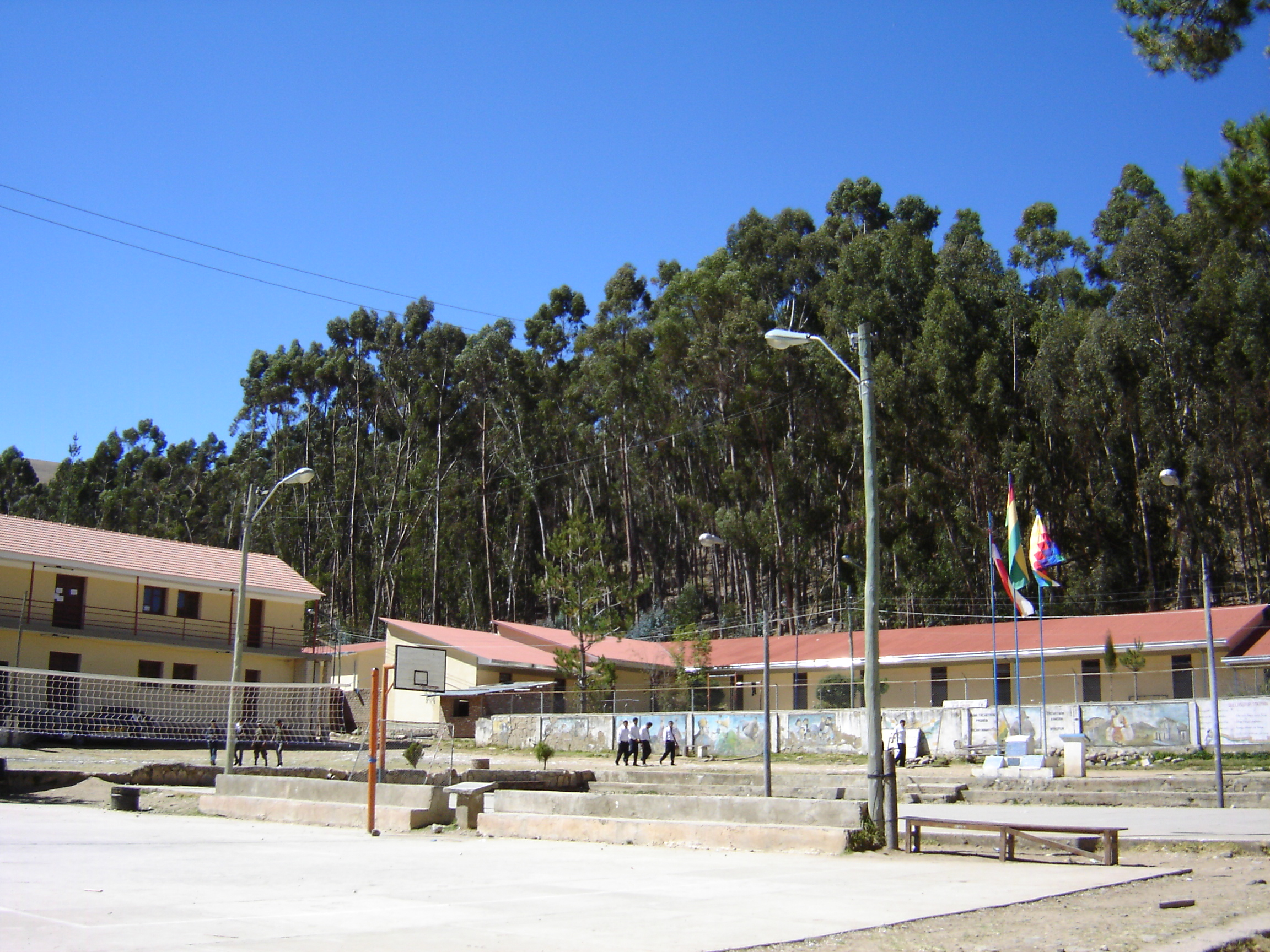
El patio central de la Escuela Superior.

## Especialidades
Esta casa de educación superior prepara maestros bilingües tanto para el nivel primario como para el nivel secundario. Y las especialidades que actualmente ofrece son las siguientes:
Carreras anualizadas (Licenciatura)
- Lengua originaria Quechua.
- 1.ª especialidad. Educación primaria
- 2.ª especialidad. Física y química
- 3.ª especialidad. Biología y geografía

## Infraestructura

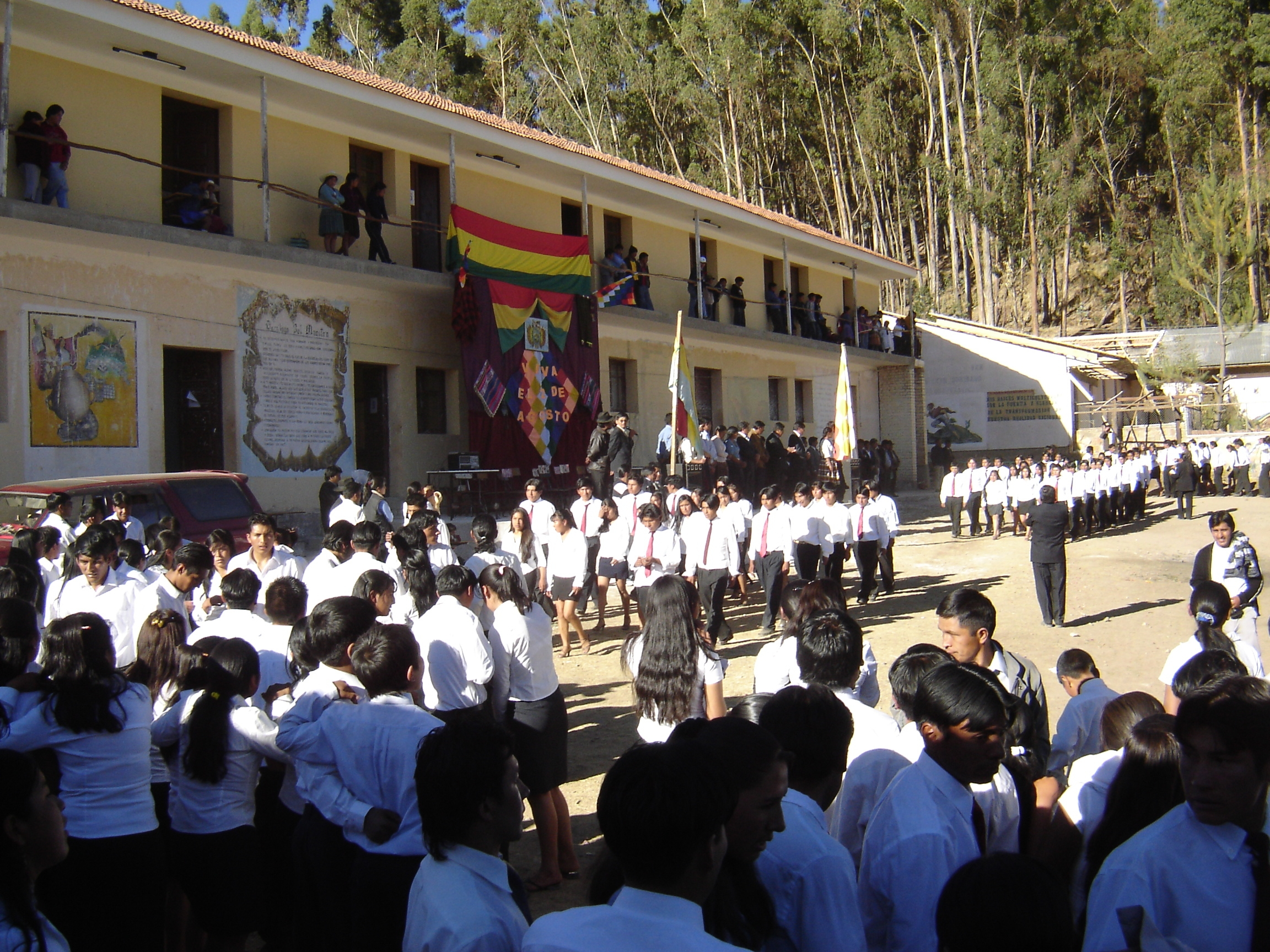
Los estudiantes de la Escuela Superior desfilan para rendir su homenaje al «Día del campesino».

El año 2008, por la necesidad de contar con ambientes más apropiados, y para responder al crecimiento de la población estudiantil, sus instalaciones fueron refaccionadas con un financiamiento del gobierno nacional; y se construyeron nuevas aulas, y un nuevo internado o dormitorio para los varones y mujeres.

Hoy, la Escuela Superior de Formación de Maestros Ismael Montes de Vacas, cuenta con todos los ambientes necesarios: biblioteca, la sala de computadoras, ambientes de creatividad y expresión, administración, cocina, comedor, vivienda para los maestros formadores y el internado para los alumnos.

Fraterrnidad Muyu muyus de los alumnos de la Normal.
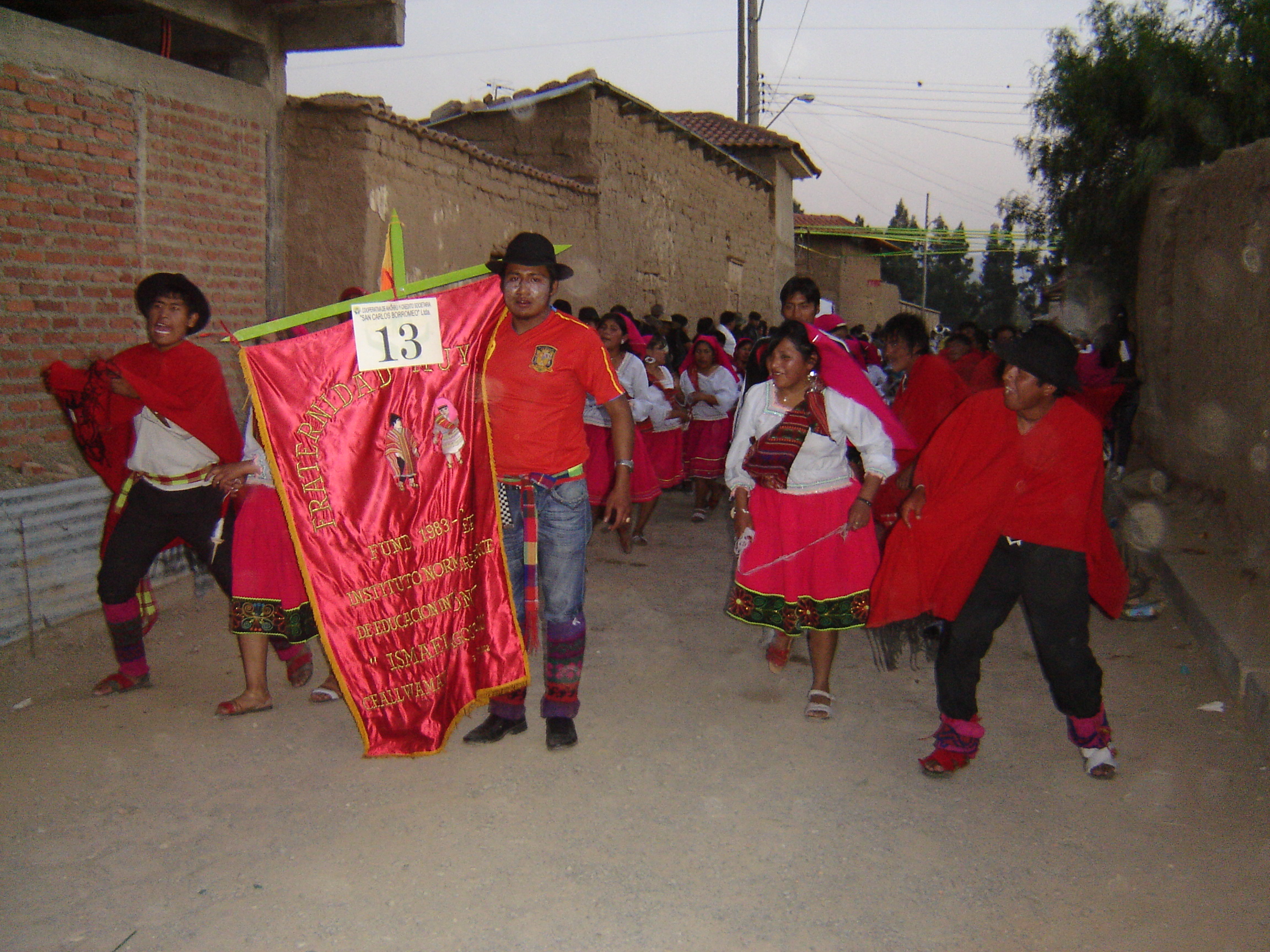
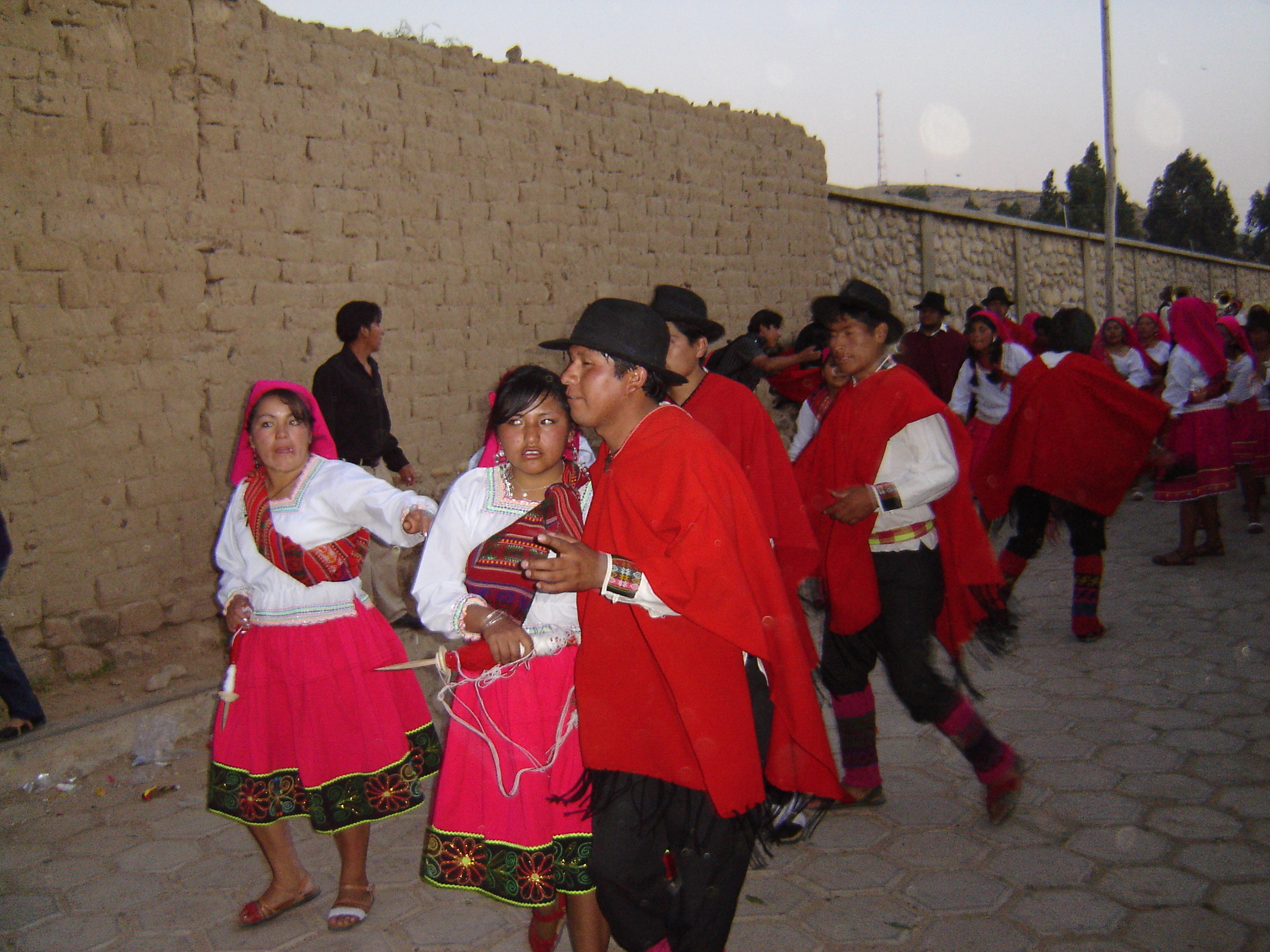
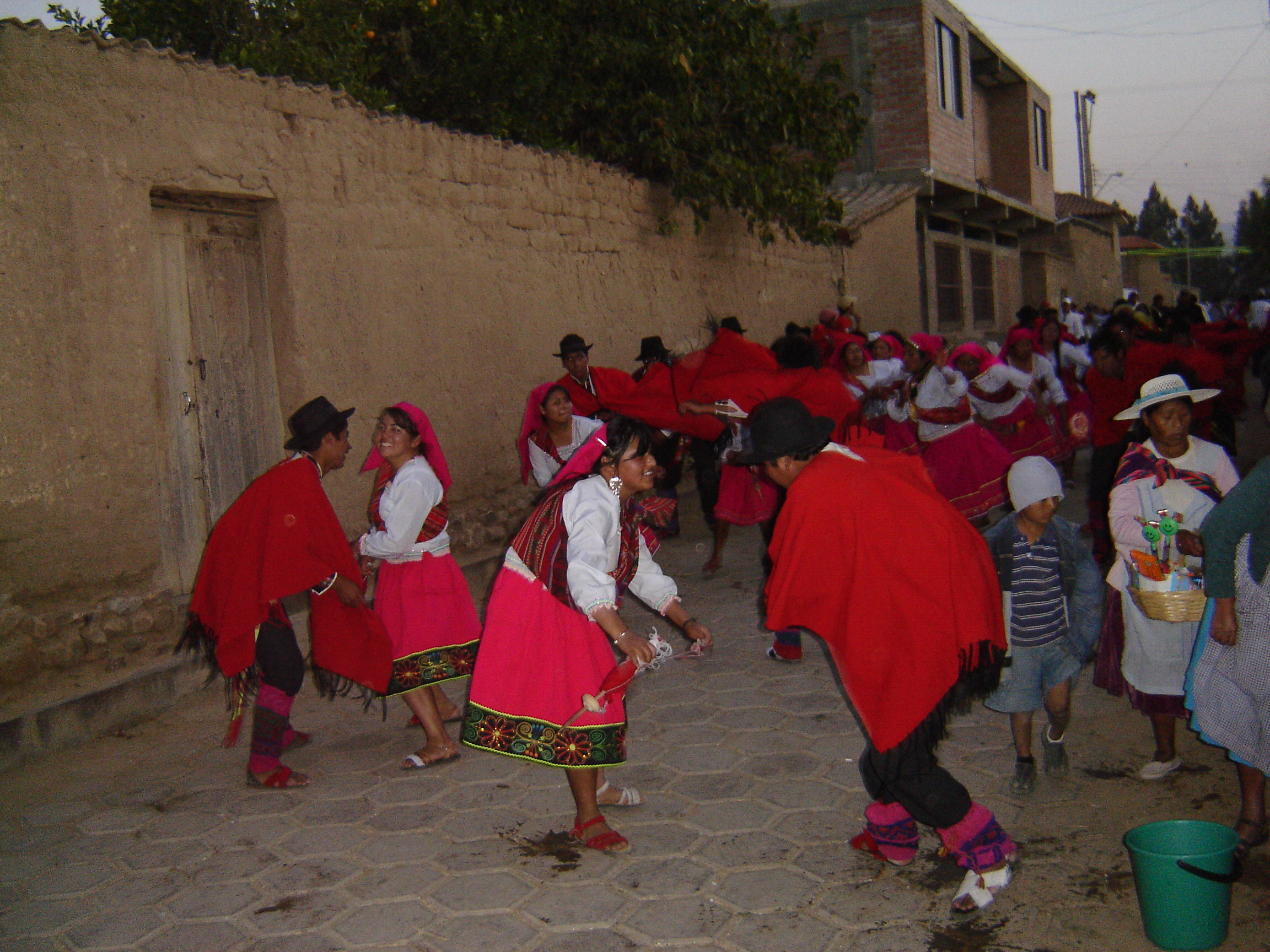